# 帕瓦拉蒂
帕瓦拉蒂（Pavaratty），是印度喀拉拉邦Thrissur县的一个城镇。总人口10823（2001年）。

## 人口
该地2001年总人口10823人，其中男性4893人，女性5930人；0—6岁人口1200人，其中男609人，女591人；识字率83.72%，其中男性为84.57%，女性为83.02%。